# Livingstone (Zàmbia)
Livingstone és una ciutat de Zàmbia. És la capital de la província del Sud i va ser la capital històrica de Rhodèsia del Sud. Segons el cens de l'any 2010 tenia aproximadament 136.897 habitants. És coneguda per les seves cases colonials i la seva proximitat a les cascades Victòria, a només 10 km cap al nord.

## Història
Als voltants de Livingstone ja hi havia assentaments importants abans de l'arribada dels colons britànics, que van fundar aquí el primer municipi del país el 1897. El seu nom es deu al missioner i explorador britànic David Livingstone, primer europeu a veure les cascades Victòria.
A la dècada de 1890, amb l'arribada del tren, Livingstone va començar a industrialitzar-se.